# Field Emission Display
Field Emission Display (FED) är en teknik utvecklad av Sony med avsikten att användas i bildskärmar.
Tekniken påminner om SED på så vis att tekniken använder sig av flera små elektronrör.